# إريك كونت لروزنبورغ
صاحب السمو الأمير إريك كونت روزنبورغ (بالدنماركية: Erik af Rosenborg) (8 نوفمبر 1890 - 10 سبتمبر 1950) كان أمير دنماركي فهو نجل الأمير فالديمار أمير الدنمارك والأميرة ماري.